# Hansreia
Hansreia – rodzaj chrząszczy z rodziny poświętnikowatych i podrodziny Scarabaeinae. Obejmuje 6 opisanych gatunków. Wszystkie są endemiczne dla Amazonii.

## Morfologia
Chrząszcze o ciele długości od 7,2 do 10,4 mm.
Głowę mają w zarysie eliptyczną z lekkim wykrojeniem na brzegu przednim i silnym wykrojeniem na brzegu tylnym, ubarwioną ciemnobrązowo z zielonkawym połyskiem. Nadustek ma po bokach płytkiego, U-kształtnego wykrojenia dwa szersze niż dłuższe, ostre ząbki o prostych krawędziach oraz oszczecinionym pośrodkowo dołku na powierzchni grzbietowej. Szwy czołowo-nadustkowy i nadustkowo-policzkowe są silnie zaznaczone. Policzki mają silnie wypukłą krawędź boczną i drobny ząbek na przedzie. W widoku grzbietowym oczy są wąskie i rozstawione na odległość równą mniej więcej dwudziestu swoim szerokościom. 
Przedplecze jest umiarkowanie wysklepione, dwukrotnie szersze niż dłuższe, o obrzeżonej krawędzi przedniej, zaokrąglonych i prostych kątach przednich, spłaszczonych i rozszerzonych obrzeżeniach boków, opatrzonych ostrym i najlepiej od spodu widocznym ząbkiem kątach bocznych, drobno wciętych kątach tylnych oraz niewykrojonej krawędzi tylnej, ubarwione ciemnobrązowo, na dysku z połyskiem metalicznym w odcieniu zielonym, czerwonym lub żółtym. Dysk przedplecza jest nagi i błyszczący, w tylnej części pośrodku podłużnie wciśnięty, boki zaś porośnięte krótkimi szczecinkami i bezładnie mikroguzkowane. Dołki boczne przedplecza są słabo zaznaczone. Pokrywy są zaokrąglone, o zakrzywionych, zaopatrzony w silnie rozwiniętą i kompletną listewkę bokach, każda z dziewięcioma cienkimi, u nasady szerszymi niż dalej, połyskującymi, zaopatrzonymi w podłużne punkty dołkowate, wydzielonymi żeberkowatymi krawędziami rzędy. Ubarwienie pokryw jest matowo brązowe z nasadą i bokami ciemniejszymi, zielono lub rudo połyskującymi. Powierzchnia pokryw jest drobno ziarenkowana i gęsto pokryta oczkowatymi mikroguzkami. Ósmy międzyrząd zwężony jest w przednie części. Spód tułowia jest brązowy do czarnego, pośrodku zapiersia z silnym połyskiem zielonkawym lub czerwonawym. Hypomery są niewydrążone, zaopatrzone w niekompletne żeberka ukośne. Wypukłe śródpiersie jest około sześciokrotnie szersze niż dłuższe. Odnóża przedniej pary mają uda z wykrojeniem na przedniej krawędzi przerwanym szeregiem długich szczecinek, trójkątne golenie z szeregiem małych ząbków na krawędzi zewnętrznej, trzema ostrymi zębami w wierzchołkowej ⅓ oraz ostrogą rozdwojoną u samicy i szpatułkowatą u samca, a stopy niezanikłe. Odnóża par pozostałych mają uda u podstawy węższe niż dalej i na przedniej krawędzi wykrojone ze szczecinkami tylko w wierzchołkowej połowie wykrojenia oraz walcowate golenie lekko wygięte łukowato i słabo rozszerzone u szczytu. 
Odwłok ma na brązowym do czarnego spodzie krótkie szczecinki. Najdłuższy jest szósty z widocznych sternitów. Dłuższe niż szerokie, pionowe, pomarszczone, na szczycie zaokrąglone i obrzeżone pygidium oddzielone jest od propygidium poprzeczną listewką. Genitalia samca mają niezmodyfikowane, pozbawione szczecinek i zdobień, krótsze od fallobazy paramery. Edeagus ma w endofallusie okrągły i zaopatrzony w skierowany dozewnętrznie płatek skleryt peryferyjny prawy górny, nieregularnie ukształtowany skleryt peryferyjny frontolateralny oraz przecinkowaty z płatkiem bocznym w części przedniej kompleks sklerytów osiowych i podosiowych.

## Ekologia i występowanie
Owady te zasiedlają równikowe lasy deszczowe.
Rodzaj neotropikalny, endemiczny dla Amazonii, znany z Wenezueli, Gujany, Surinamu, Gujany Francuskiej i północnej Brazylii, przy czym wszystkie gatunki oprócz H. affinis podawane są wyłącznie z tej ostatniej.

## Taksonomia
Takson ten wprowadzony został w 1977 roku przez Gonzalo Halfftera i Antonia Martíneza na łamach „Folia Entomologica Mexicana”. W 2015 roku zrewidowany został przez Marcely Valois, Fernanda Z. Vaz-de-Mello i Fernanda A.B. Silvę.
Do rodzaju tego zalicza się 6 opisanych gatunków:
- Hansreia affinis (Fabricius, 1801)
- Hansreia coriacea (Schmidt, 1922)
- Hansreia grossii Valois, Vaz-de-Mello et Silva, 2015
- Hansreia krinskii Valois, Vaz-de-Mello et Silva, 2015
- Hansreia oxygona (Perty, 1830)
- Hansreia peugeoti Valois, Vaz-de-Mello et Silva, 2015